# Dead Peer Detection
Dead Peer Detection (DPD) – metoda podtrzymywania nieaktywnych sesji IKE.
Wykorzystywana jest przez IPseca do minimalizowania liczby wiadomości koniecznych przy powiadamianiu o dostępności peera.
Definiuje, w jaki sposób router będzie zachowywał się, gdy jeden z punktów końcowych sesji IPsec straci połączenie, w czasie gdy polityka jest w użyciu.
- Connection Idle Time – określa, jak długo router pozwoli sesji IPsec być w stanie bezczynności (idle), zanim wyśle pakiet DPD do przeciwległego peera, przykładowo od 10s do 3600s.
- Delay – Możemy określić opóźnienie między wysłaniem kolejnych żądań DPD np. co 2 sekundy, lub więcej do 30 sekund.
- Ponadto możemy określić, ile łącznie żądań DPD wysłać w podanym powyżej przedziale czasowym (delay).